# 晓坝镇
晓坝镇，是中华人民共和国四川省绵阳市安州区曾经下辖的一个镇。2019年12月，撤销晓坝镇，将其所属行政区域划归桑枣镇管辖。

## 行政区划
晓坝镇撤销前下辖以下地区：
福临苑社区、中心村、关心村、黄羊村、五福村、钟福村、两河村和齐心村。